# Accord de libre-échange entre les États-Unis et Oman
L'accord de libre-échange entre les États-Unis et Oman est un accord de libre-échange, entré en application le 1er janvier 2009, entre les États-Unis et Oman.